# Govern de Catalunya 1977-1980
El 5 de desembre de 1977, el president de la Generalitat, Josep Tarradellas, nomena un govern de la Generalitat provisional després d'haver estat restablerta la institució per part del govern espanyol.

## Història i context
El 15 de juny de 1977, les primeres eleccions democràtiques a Corts espanyoles des del 1936 donaren, a Catalunya, una majoria a les forces polítiques que preconitzaven el restabliment de la Generalitat i de l'autonomia, dissoltes el 1938 per una llei de l'Estat espanyol. La  diada de l'Onze de Setembre d'aquell mateix any, centenars de milers de catalans es manifestaren en aquell mateix sentit a Barcelona sota el lema Llibertat, amnistia, Estatut d'Autonomia.
Aquests factors forçaren el Govern espanyol presidit per Adolfo Suárez al restabliment de la Generalitat provisional el 29 de setembre de 1977 i a permetre el retorn de l'exili del president Tarradellas, el seu nomenament "formal" com a president i la constitució d'un govern provisional per preparar un estatut i les posteriors eleccions al Parlament de Catalunya de 1980.

## Estructura i funcions
Tarradellas formà un govern de concentració amb dotze consellers. Per a un govern sense competències executives, només set consellers tenien una cartera específica, però Tarradellas va utilitzar les dotze que li permetia la llei de recuperació de la Generalitat per recollir les diferents sensibilitats polítiques existents. Les funcions del govern de concentració eren les següents:
- Definir la reedició de les institucions catalanes i el seu funcionament en un context molt diferent del que hi havia quan van desaparèixer en 1939.
- Crear una comissió per redactar l'Estatut d'Autonomia de Catalunya i fer el referèndum per a la seva aprovació.
- Convocar les primeres eleccions democràtiques del nou període comptant amb l'Estatut com a marc legal.

La seva estructura va ser:
| Generalitat provisional 5-12-1977 a 24-04-1980 |
| President: Josep Tarradellas i Joan (ERC)      |

| Departament                            | Titulars                                           | Titulars                                           | Titulars                             |
| -------------------------------------- | -------------------------------------------------- | -------------------------------------------------- | ------------------------------------ |
| Departament                            | 5 de desembre de 1977                              | Canvis                                             | Canvis                               |
| Governació                             | Frederic Rahola i d'Espona (ERC) fins a 19.10.78   | 19.10.78 07.12.79 Manuel Ortínez i Mur             | 15.12.79 Josep Maria Bricall i Masip |
| Ensenyament i Cultura                  | Pere Pi-Sunyer i Bayo (CDC)                        | Pere Pi-Sunyer i Bayo (CDC)                        | Pere Pi-Sunyer i Bayo (CDC)          |
| Economia i Finances                    | Joan Josep Folchi i Bonafonte (UCD) fins a 2.01.80 | Joan Josep Folchi i Bonafonte (UCD) fins a 2.01.80 | 5.01.80 Eduard Punset i Casals       |
| Sanitat i Assistència Social           | Ramon Espasa i Oliver (PSUC)                       | Ramon Espasa i Oliver (PSUC)                       | Ramon Espasa i Oliver (PSUC)         |
| Política Territorial i Obres Públiques | Narcís Serra i Serra (PSC) fins a 22.03.79         | Narcís Serra i Serra (PSC) fins a 22.03.79         | 24.03.79 Lluís Armet i Coma (PSC)    |
| Agricultura i Ramaderia                | Josep Roig i Magrinyà (ERC)                        | Josep Roig i Magrinyà (ERC)                        | Josep Roig i Magrinyà (ERC)          |
| Treball                                | Joan Codina i Torres (PSC)                         | Joan Codina i Torres (PSC)                         | Joan Codina i Torres (PSC)           |
| Sense cartera                          | Antoni Gutierrez Díaz (PSUC)                       | Antoni Gutierrez Díaz (PSUC)                       | Antoni Gutierrez Díaz (PSUC)         |
| Sense cartera                          | Jordi Pujol i Soley (CDC)                          |                                                    |                                      |
| Sense cartera                          | Joan Reventós i Carner (PSC)                       |                                                    |                                      |
| Sense cartera                          | Carles Sentís i Anfruns (UCD)                      |                                                    |                                      |
| Sense cartera                          | Josep Maria Triginer i Fernández (PSC)             |                                                    |                                      |

Aquests fets varen ser recollits en el primer Diari Oficial de la Generalitat de Catalunya, restituït per Tarradellas del mateix dia 5 de desembre de 1977.